# Vauxhall Carlton
La Carlton è un'autovettura di fascia alta prodotta dal 1978 al 1994 dalla Casa automobilistica inglese Vauxhall.

## Storia e descrizione
Nel 1975 la Vauxhall Victor, vettura di fascia alta e medio-alta della Casa inglese, fu tolta di produzione e fu sostituita da due modelli. Quello che si posizionava più in basso era la Cavalier, mentre quello che stava al di sopra era la Carlton.

### Prima serie
La prima serie della Carlton era praticamente una Opel Rekord E rimarchiata con il logo britannico. L'unica grossa differenza con la "cugina" tedesca stava nel frontale, molto più spiovente e liscio nel caso della Vauxhall. La meccanica era invece perfettamente identica a quella della Rekord, almeno per quanto riguardava le motorizzazioni previste, che si limitavano ad un 1.8 e ad un 2 litri. La prima serie della Carlton fu proposta anche con carrozzeria giardinetta.
Nel 1983 vi fu un restyling, in seguito al quale la Carlton propose una calandra molto più simile a quella della Rekord, anch'essa giunta al suo restyling.
La prima serie della Carlton fu tolta di produzione nel 1986.

### Seconda serie
La seconda serie della Carlton altro non era che una Opel Omega A rimarchiata. Come la versione Opel, anche la seconda serie della Carlton era proposta con carrozzeria station wagon ed era identica anche nella meccanica.
Fu prodotta fino al 1994, per essere poi sostituita dalla Vauxhall Omega, ossia la Opel Omega B con marchio Vauxhall.